# Saltuarius occultus
Saltuarius occultus är en ödleart som beskrevs av  Couper COVACEVICH och MORITZ 1993. Saltuarius occultus ingår i släktet Saltuarius och familjen geckoödlor. IUCN kategoriserar arten globalt som otillräckligt studerad. Inga underarter finns listade i Catalogue of Life.